# 寺田達志

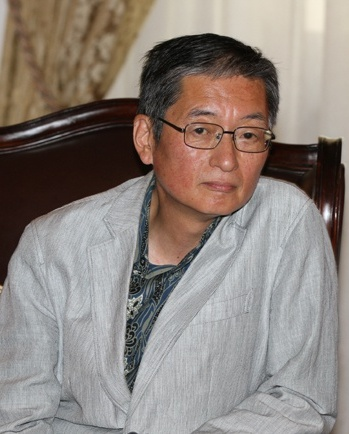
2014年5月撮影

寺田 達志（てらだ たつし、1953年 - ）は、日本の元官僚。環境省地球環境局長、地球環境審議官、環境省参与を経て、2013年から2016年まで駐ケニア特命全権大使兼国際連合環境計画常駐代表、国際連合人間居住計画常駐代表。

## 人物
一橋大学社会学部卒業後、1976年環境庁入庁。環境影響評価課等で、環境アセスメントについて定める環境影響評価法（1997年公布）の立案から施行まで一貫してたずさわった。そのほか公害健康被害の補償等に関する法律の改正法案策定、京都議定書の批准作業、石綿による健康被害の救済に関する法律の法案策定等にもあたった。
環境庁は、1997年に諫早湾干拓事業に介入できず国民の批判を浴びたことから、1998年に名古屋港の藤前干潟の埋め立て計画が問題となった際は、国内有数の干潟の埋め立てを認めれば前例となり、他の地域で埋め立てを止められなくなるなどと考え、名古屋市の埋め立て計画を全面的に否定する報告書を提出し、環境影響評価課長の寺田が単身で名古屋市役所を訪問し「しかるべき検討をお願いしたい」と述べるなど、強硬姿勢を示し、計画を中止させた。
2004年には、地球温暖化について東京大学公共政策大学院で講義をした。
水・大気環境局水環境担当審議官等を経て、2008年地球環境局長に、2011年には地球環境審議官に就任。東アジアサミット環境大臣会合第3回環境的に持続可能な都市ハイレベルセミナーでは、冒頭で、共催国を代表して挨拶を述べた。
2012年退官し、環境省参与。水俣病被害者及びアスベスト問題被害者対策を担当した。2013年駐ケニア特命全権大使兼国連環境計画常駐代表。2016年に退任後、学校法⼈東京環境⼯科学園参与等。
2024年、瑞宝重光章受章。

## 略歴
- 1953年 - 東京都出身
- 1971年 - 東京都立武蔵高等学校卒業

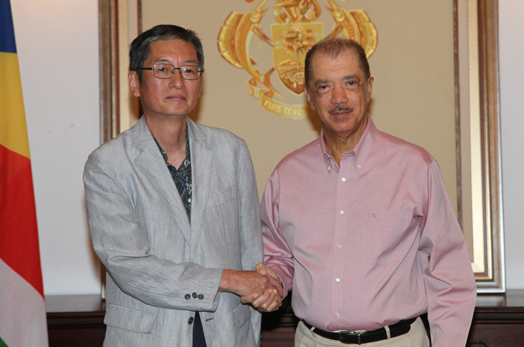
セーシェル大統領のジェイムス・ミッシェルとの会談。2014年5月。

- 1976年 - 一橋大学社会学部卒業、環境庁入庁
- 1992年 - 環境庁長官秘書官
- 1995年 - 環境庁長官官房総務課環境情報企画官
- 1994年 - 環境庁企画調整局環境影響評価課環境影響審査室長
- 1997年 - 環境庁企画調整局環境影響評価課長
- 2000年 - 環境庁企画調整局環境保健部保健企画課長
- 2001年 - 環境省地球環境局総務課長
- 2002年 - 環境省大臣官房秘書課長
- 2004年 - 環境省大臣官房審議官
- 2006年 - 環境省水・大気環境局水環境担当審議官併任
- 2007年 - イースト・ウエスト・センター派遣（環境省大臣官房付）
- 2008年 - 環境省地球環境局長
- 2011年 - 地球環境審議官
- 2012年 - 退官、環境省参与
- 2013年 - 特命全権大使ケニア兼エリトリア、セーシェル、ソマリア、ブルンジ駐箚、国際連合環境計画常駐代表、国際連合人間居住計画常駐代表[7]
- 2016年 - 辞職[8]、一般社団法人日本環境アセスメント協会参与

## 著作

### 著書
- 『わかりやすい環境アセスメント』（東京環境工科学園出版部、1999年9月）

### 論文等
- 「「京都議定書目標達成計画」改定における新たな取組み（特集 地球温暖化と水処理）」（用水と廃水.51(1)、2009年1月）
- 「環境省 寺田達志地球環境局長 低炭素社会づくり元年 2050年削減目標へスタート 小手先の削減では難しく社会経済変革と技術が必要（特集 環境行政キーマンに問う）」（地球環境.39(13)（通号475）、2008年12月）
- 「行政展望（インタビュー）"望ましい水環境"実現へ向け水環境行政を総点検」（用水と廃水.49(1)、2007年1月）
- 「地球環境問題の現状とヨハネスブルクサミットの展望（特集 地球環境の保全）」（都道府県展望.(525)、2002年6月）
- 「環境アセスメント法制度の全体像（2)環境影響評価法とは（新しいアセス制度の求めるもの）」（資源環境対策.35(2)（通号 459）、1999年2月）
- 「戦略的環境アセスメント（SEA）の導入に向けて」（ジュリスト.（通号1149）、1999年2月1日）
- 「環境影響評価法の施行と課題（特集 '99環境行政展望）」（環境技術.28(1)（通号325）、1999年1月）
- 「環境影響評価法の概要（特集 <環境影響評価法と自然環境アセスメント講演会>より）」（環境技術.27(4)、1998年4月）
- 「環境影響評価法の成立と展望（特集98環境行政展望）」（環境技術.27(1)、1998年1月）
- 「長期エネルギー需給見通しとエネルギー政策の総点検」（財経詳報.（通号1472）、1983年9月5日）